# Menhir d'Abelhoa
El Menhir d'Abelhoa, també designat com Menhir de Bulhoa, és un menhir de granit, situat a la rodalia de la freguesia de Monsaraz, al municipi de Reguengos de Monsaraz, districte d'Évora, a Portugal. El 1971 fou classificat com Monument Nacional.

## Situació geogràfica
Es troba a Herdade da Abelhoa, a la carretera entre els llogarets d'Outeiro i Telheiro, en una àrea entre zona rural i urbana, en una plana a la base del turó de Monsaraz, molt a prop de la localitat seu de la freguesia, de la qual dista prop de quatre quilòmetres. El menhir forma part d'un conjunt que inclou els menhirs de Monte da Ribeira (CNS 11612) i d'Outeiro (CNS 11314).

## Caracterització
El menhir fou tallat en un bloc de granit, i presenta una morfologia ovoide allargada, d'aspecte fàl·lic, amb prop de quatre metres d'alçada i un de diàmetre. Les cares es troben profusament decorades amb gravats que representen motius solars amb raigs, un bàcul, i línies trencades, ondulades, serpentejades i en ziga-zaga de diferents dimensions.

## Història
El menhir fou construït en el Neolític final o Eneolític, entre el 3500 i 2000 ae, en el que s'ha anomenat "univers megalític <i>eborense</i>".
Va ser identificat tombat i fracturat per José Pires Gonçalves al 1970, sense la base, que degué ser reutilitzada com un pes d'un celler veí. Per la mateixa data se'n restaurà la base, i això permeté recol·locar el menhir en la que se suposa que fou la posició original.
El 22 de novembre de 1971 fou classificat pel decret núm. 516/71 com a Monument Nacional.